# ローレンス・ダンダス (第2代ゼットランド侯爵)
第2代ゼットランド侯爵ローレンス・ジョン・ラムリー・ダンダス（英語: Lawrence John Lumley Dundas, 2nd Marquess of Zetland, KG, GCSI, GCIE, PC、1876年6月11日 - 1961年2月6日）は、イギリスの貴族、政治家。
保守党の政治家で植民地インドの統治に関する役職を主に務めた。1892年までダンダス卿(Lord Dundas)、1892年から1929年までロナルドシー伯爵(Earl of Ronaldshay)の儀礼称号を使用した。

## 経歴
1876年6月11日、初代ゼットランド侯爵ローレンス・ダンダスとその妻リリアン(第9代スカーバラ伯爵リチャード・ラムリーの娘)の息子としてロンドンに生まれる。次男だったが、長男が早世していたので嫡男としての出生だった。
ハーロー校を経てケンブリッジ大学トリニティ・カレッジへ進学した。
1900年から1901年にかけてはインド総督カーゾン卿の副官を務めた。1907年から1916年にかけてホーンジー選挙区から選出されて保守党の庶民院議員を務めた。1912年から1914年にかけてはインドの公務員についての王立委員会のメンバーを務めた。
1914年に第一次世界大戦が勃発するとヨークシャー連隊に少佐として勤務した。1917年から1922年にかけては植民地インドでベンガル知事を務めた。1922年に枢密顧問官(PC)に列する。1922年から1925年にかけては王立地理学会会長を務めた。1928年から1931年にかけてグレートブリテン及びアイルランドの王立アジア協会の会長を務める。
1929年3月11日に父が死去し、第2代ゼットランド侯爵位を継承し、貴族院議員に列した。1930年から1931年のインド円卓会議の出席者の一人となった。1933年にはインド問題両院合同特別委員会の委員となる。
1935年から1940年まで第3次ボールドウィン内閣とチェンバレン内閣のインド大臣(1937年にインド・ビルマ担当大臣に改組)を務めた。
1945年から1951年までヨークシャーの北リディング知事を務める。
1961年2月6日に死去した。

## 栄典

### 爵位・準男爵位
- 2代ゼットランド侯爵 (1892年創設連合王国貴族爵位)

(2nd Marquess of Zetland)
- 4代ゼットランド伯爵 (1838年創設連合王国貴族爵位)

(4th Earl of Zetland)
- オークニー及びゼットランド州における2代ロナルドセイ伯爵 (1892年創設連合王国貴族爵位)

(2nd Earl of Ronaldshay, in the County of Orkney and Zetland)
- ヨーク州におけるノース・ヨークシャー・アスクの4代ダンダス男爵 (1794年創設グレートブリテン貴族爵位)

(4th Baron Dundas, of Aske, North Yorkshire in the County of York)
- リンリスゴー州におけるカースの6代ダンダス準男爵 (1762年創設グレートブリテン準男爵位)

(6th Baronet, of Kerse in the County of Linlithgow)

### 勲章
- 1917年、インド帝国騎士団(インド帝国勲章)ナイト・グランド・コマンダー(GCIE)[3]
- 1922年、インドの星騎士団(インドの星勲章)ナイト・グランド・コマンダー(GCSI)[3]
- 1942年、ガーター騎士団(ガーター勲章)ナイト(KG)[5]

## 家族
1907年に陸軍軍人の娘シシリー・アーチデールと結婚。彼女との間に以下の2男4女を儲ける
- 第1子(長男)第3代ゼットランド侯爵ローレンス・アルドレッド・マーヴィン・ダンダス（英語版） (1908-1989) - 爵位を継承
- 第2子(長女)ヴィオラ・メアリー・ダンダス嬢 (1910-1995)
- 第3子(次女)ラヴィニア・マーガレット・ダンダス嬢 (1914-1974)
- 第4子(三女)ジェーン・アガサ・ダンダス嬢 (1916-1995)
- 第5子(次男)ブルース・トマス・ダンダス卿 (1920-1942) - 第二次世界大戦で戦死